# 坎特伯雷大主教列表

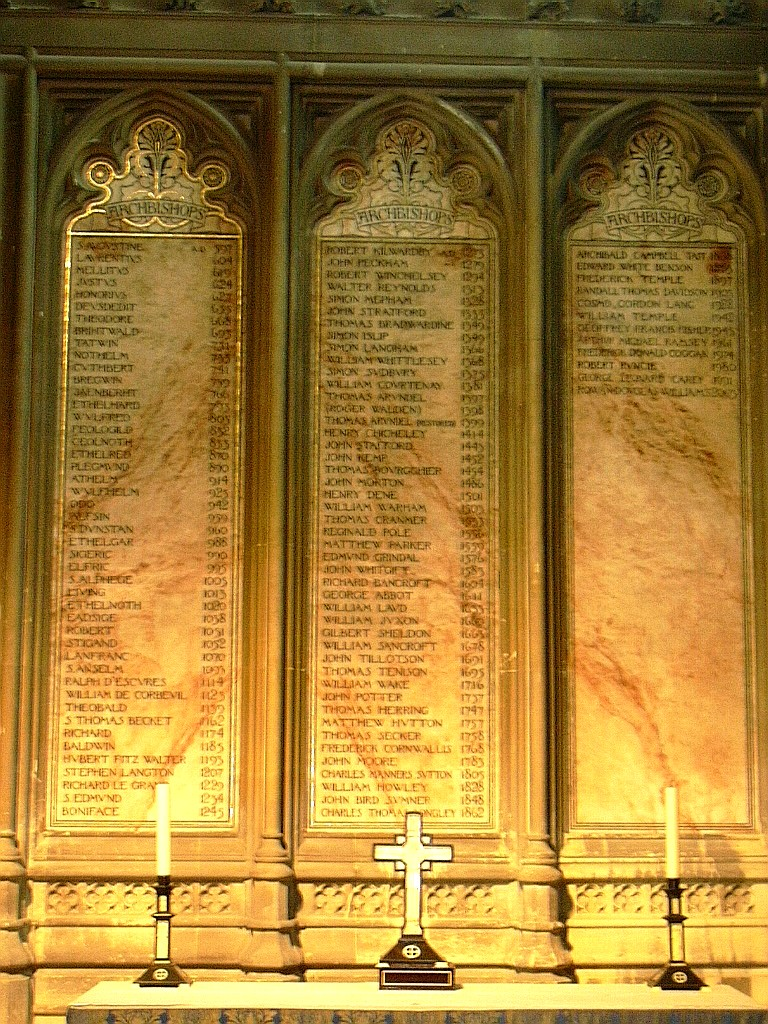
坎特伯雷大教堂内的坎特伯雷大主教名单，记录了从坎特伯雷的奧古斯丁到羅雲·威廉斯的历任坎特伯雷大主教。

坎特伯雷大主教是“全英格兰主教长”（"Primate of All England"）或英格兰“第一主教”（the "first bishop" of England），实际上为既定的英格兰国教会之首，以及象征意义上的全世界普世聖公宗之首。从6世纪至16世纪，坎特伯雷大主教与教宗以及天主教會保持着密切的联系。而在英格兰宗教改革期间，教会起初只是暂时脱离了罗马教宗权威，到后来就永久与后者决裂。自此，大主教一直领导着独立的国教会，并表面上继承了罗马天主教堂。
在中世纪里，任命大主教和其他主教的方式，有着较大的差异。在不同时期，大主教由坎特伯雷座堂的法政牧師、英格兰国王或教宗选出。宗教改革之后，教会明确自身为国教会，教会由英国君主选出属于合法。如今，在任命一事上，先由提名委员会在候选名单中选出两名候选人，然后再由首相选定一人，并将人名呈交君主。
今日的坎特伯雷大主教有以下四种主要角色：
- 他是聖公會坎特伯雷教區教區主教，其教区包括肯特郡南部以及薩里郡最偏远的东北地区。该教区由坎特伯雷的奧古斯丁创建于597年，是英吉利教会最早的主教辖区。这个角色大多数托付给副主教多佛主教（有时被称为“坎特伯雷主教”）担任。
- 他是坎特伯雷教省都主教，其中包括位于英格兰南部三分之二地区的三十个教区。位于英格兰北部的剩余的十四个教区，从属于约克大主教保护下的约克教省。位于威尔士的四个教区，在1920年威爾斯教會政教分离之前，从属于坎特伯雷教省。
- 作为“全英格兰主教长”，他是英格兰教会最高级别的神职人员（英国君主是教会的“最高管理者”）。
- 作为圣公会信徒象征性的精神领袖，大主教被认为是普世聖公宗主教長中的同輩者之首。

## 大主教列表

### 盎格鲁-撒克逊时期
| 开始[A]          | 结束[B]                            | 任职者                                                                                        | 备注                                             |
| ---------------- | ---------------------------------- | --------------------------------------------------------------------------------------------- | ------------------------------------------------ |
| 597年            | 604年5月26日或605年                | 奥古斯丁（Augustine）                                                                         | 封圣：坎特伯雷的圣奥古斯丁。:73                  |
| 约604年          | 619年2月2日                        | 劳伦斯（Laurence、Laurentius、Lawrence）                                                      | 封圣：坎特伯雷的圣劳伦斯。:357                   |
| 619年            | 624年4月24日                       | 默利图斯（Mellitus）                                                                          | 从伦敦改任；:213封圣：圣默利图斯。:420           |
| 624年            | 627至631年间其中一年的11月10日     | 尤斯图斯（Justus）                                                                            | 从罗切斯特改任；:213封圣：圣尤斯图斯。:73        |
| 627年            | 653年9月30日                       | 霍诺里乌斯（Honorius）                                                                        | 封圣：圣霍诺里乌斯。:268                         |
| 655年3月         | 664年7月14日                       | 多斯德迪特（Deusdedit）                                                                       | 封圣：圣多斯德迪特。:154                         |
| 664年7月14日     | 约666年                            | 教职空缺                                                                                      | 教职空缺                                         |
| 约666年          | 668年                              | 威格赫德（Wighard、Wigheard）                                                                 | 任职前卒于鼠疫。                                 |
| 668年3月26日     | 690年9月19日                       | 西奥多（Theodore）                                                                            | 封圣：塔尔苏斯的圣西奥多。:581                   |
| 693年6月29日     | 731年1月13日                       | 布里特沃尔德（Berhtwald、Brihtwald、Beorhtweald、Bertwald、Berthwald、Beorhtwald或Beretuald） | 里卡尔弗修道院院长；:90封圣：圣布里特沃尔德。:90 |
| 731年6月10日     | 734年7月30日                       | 塔特温（Tatwine、Tatwin、Tatuini或Tadwinus）                                                  | 封圣：圣塔特温。:571                             |
| 735年            | 739年10月17日                      | 诺塞尔姆（Nothhelm、Nothelm）                                                                 | 封圣：圣诺塞尔姆。:453                           |
| 约740年          | 760年10月26日                      | 卡思伯特（Cuthbert）                                                                          | 可能从赫里福德改任。                             |
| 761年9月27日     | 764年                              | 布雷戈温（Bregowine、Bregwine或Bregwin）                                                      | 封圣：圣布雷戈温。                               |
| 765年2月2日      | 792年8月11/12日                    | 詹伯特（Jænberht、Jambert、Jaenbeorht、Jænbert、Jaenberht、Jaenbert或Jaenberht）              | 坎特伯雷圣奥古斯丁修道院院长。                   |
| 793年7月21日     | 805年5月12日                       | 埃塞尔赫德（Æthelhard、Ethelhard、Æthilheard或Aethelheard）                                   |                                                  |
| 约805年10月      | 832年3月21日                       | 伍尔弗雷德（Wulfred）                                                                         |                                                  |
| 832年6月8日      | 832年8月30日                       | 费奥洛吉尔德（Feologild、Feologeld）                                                          | 当选前为一个未知的修道院院长。                   |
| 约833年7月27日   | 870年2月4日                        | 切奥尔诺思（Ceolnoth）                                                                        |                                                  |
| 870年            | 888年6月30日（Æthelred、Ethelred） | 埃塞尔雷德                                                                                    |                                                  |
| 890年            | 923年8月2日                        | 普莱格蒙德（Plegmund、Plegemund）                                                             | 由阿尔弗雷德国王晋升。                           |
| 923年至925年间   | 926年1月8日                        | 埃泰尔姆（Athelm、Æðelhelm）                                                                  | 从威尔士改任。                                   |
| 约926年          | 941年2月12日                       | 伍尔夫赫尔姆（Wulfhelm）                                                                      | 从威尔士改任。                                   |
| 941年            | 958年6月2日                        | 奥达（Oda、Odo、Oda the Severe）                                                              | 从拉姆斯伯里改任；封圣：圣奥达。:454–455         |
| 958年            | 959年                              | 埃尔夫西耶（Ælfsige、Aelfsige）                                                               |                                                  |
| 959年            | 959年被罢免                        | 拜莱塞尔姆（Byrhthelm、Beorhthelm或Birthelm）                                                 | 从威尔士改任，被罢免后回到威尔士。               |
| 959年            | 988年5月19日                       | 邓斯坦（Dunstan）                                                                             | 从伦敦改任；封圣：圣邓斯坦。:164                 |
| 988年            | 990年2月                           | 埃塞尔加（Æthelgar）                                                                          | 从塞尔西改任。                                   |
| 990年            | 994年10月28日                      | 若有所思的西吉里克（Sigeric the Serious）                                                     | 从拉姆斯伯里改任。                               |
| 995年4月21日当选 | 1005年11月16日                     | 阿宾顿的埃尔弗里克（Ælfric of Abingdon、Ælfric of Wessex）                                    | 从温彻斯特改任；封圣：圣埃尔弗里克。:12          |
| 1006年           | 1012年4月19日                      | 埃尔夫赫亚克（Ælfheah、Alphege、Elphege、Alfege或Godwine）                                    | 从温彻斯特改任；封圣：圣埃尔夫赫亚克。:28        |
| 1013年           | 1020年6月12日                      | 利芬（Lyfing）                                                                                | 从威尔士改任。                                   |
| 1020年11月13日   | 约1038年10月29日                   | 埃塞尔诺思（Æthelnoth、Aethelnoth、Ethelnoth、Egelnodus或Ednodus）                            | 原是坎特伯雷教长。                               |
| 1038年           | 1050年10月29日                     | 埃德西耶（Eadsige、Eadsimus或Eadsin）                                                         |                                                  |
| 1051年3月        | 1052年9月被罢免                    | 瑞米耶日的罗贝尔（Robert of Jumièges、Robert Chambert或Robert Champart）                      | 被罢免。                                         |
| 1052年           | 1070年4月11日革职                  | 斯蒂甘德（Stigand）                                                                           | 同时为温彻斯特主教；两个主教职务都被革除。       |
| 出处：:214       |                                    |                                                                                               |                                                  |

### 诺曼征服以后
| 开始[A]               | 结束[B]                            | 任职者                                                                                                 | 备注                                                                                     |
| --------------------- | ---------------------------------- | --- | ---------------------------------------------------------------------------------------- |
| 1070年8月29日         | 1089年5月28日                      | 兰弗朗克（Lanfranc）                                                                                   | 卡昂圣艾蒂安修道院院长。                                                                 |
| 1093年12月4日         | 1109年4月21日                      | 安塞莫（Anselm）                                                                                       | 贝克修道院院长；封圣：圣安塞莫。:48–49                                                   |
| 1109年4月21日         | 1114年4月26日                      | 教职空缺                                                                                               | 教职空缺                                                                                 |
| 1114年4月26日当选     | 1122年10月2日                      | 埃斯屈雷的拉尔夫（Ralph d'Escures）                                                                    | 从罗切斯特转任。:232                                                                     |
| 1123年2月18日         | 1136年11月21日                     | 科尔贝的纪尧姆（William de Corbeil、William of Corbeil）                                               | 圣奥赛斯修道院副院长。                                                                   |
| 1136年11月21日        | 1139年1月8日                       | 教职空缺                                                                                               | 教职空缺                                                                                 |
| 1139年1月8日          | 1161年4月18日                      | 贝克的西奥博尔德（Theobald of Bec、Tedbald）                                                           | 贝克修道院院长。                                                                         |
| 1161年4月18日         | 1162年6月3日                       | 教职空缺                                                                                               | 教职空缺                                                                                 |
| 1162年6月3日          | 1170年12月29日                     | 托马斯·贝克特（Thomas Becket、Thomas of London、Thomas à Becket）                                      | 任职之前为坎特伯雷大助祭和大法官；:84封圣：坎特伯雷的圣托马斯。:595                      |
| 1173年                | 1173年                             | 巴约勒的罗杰（Roger de Bailleul）                                                                      | 勒贝克埃卢安修道院院长；当选但拒绝任职。                                                 |
| 1174年4月7日          | 1184年2月16日                      | 理查德（Richard of Dover）                                                                             | 多佛小修道院院长。                                                                       |
| 1184年12月改任        | 1190年11月                         | 伍斯特的鲍德温（Baldwin of Forde）                                                                     | 从伍斯特改任。                                                                           |
| 1191年11月27日当选    | 1191年12月26日                     | 雷金纳德·菲茨乔斯林（Reginald Fitz Jocelin、Reginald Italus、Richard the Lombard或Reginald Lombardus） | 从威尔士改任；当选，然而雷金纳德因众人不服而被交与教宗策肋定三世，但未及审批便逝世。     |
| 1191年12月26日        | 1193年5月29日                      | 教职空缺                                                                                               | 教职空缺                                                                                 |
| 1193年5月29日改任     | 1205年7月13日                      | 休伯特·沃尔特（Hubert Walter）                                                                         | 从索尔兹伯里改任；大法官；:84审判长。:71                                                 |
| 1205年7月至10月间当选 | 1206年10月至12月间                 | (雷金纳德)                                                                                             | 小修道院副院长，当选，但被约翰王驳回。                                                   |
| 假定在1205年12月11日  | 约1206年3月30日                    | 约翰·德·格雷（John de Gray）                                                                           | 诺里奇主教；由修道士选出，但被教宗依诺增爵三世驳回。                                     |
| 1207年6月17日         | 1228年7月9日                       | 樞機斯蒂芬·兰顿（Stephen Langton）                                                                     | 于1206年被封为樞機。                                                                     |
| 1228年8月3日当选      | 1229年1月                          | 恩舍姆的沃尔特（Walter d'Eynsham、Walter de Hempsham）                                                 | 当选，但被英王亨利三世和教宗额我略九世驳回。                                             |
| 1229年6月10日         | 1231年8月3日                       | 大理查（Richard le Grant、Richard Grant或Richard Wethershed）                                          | 当选以前是林肯教区大学校长。                                                             |
| 假定在1231年9月22日   | 1231年12月20日                     | 拉尔夫·内维尔（Ralph Neville、Ralf Nevill）                                                            | 奇切斯特主教，当选，被教宗额我略九世拒绝。                                               |
| 1232年3月16日当选     | 1232年6月12日                      | 锡廷伯恩的约翰（John of Sittingbourne）                                                                | 当选，被教宗额我略九世拒绝。                                                             |
| 1232年8月26日当选     | 1233年6月1日                       | 约翰·布伦德（John Blund、Johannes Blund、Iohannes Blondus、Iohannes Blundus）                          | 当选，被教宗额我略九世拒绝。                                                             |
| 1234年4月2日          | 1240年12月16日                     | 埃德蒙·里奇（Edmund Rich）（Boniface of Savoy）                                                        | 索尔兹伯里荣誉受禄牧师；封圣：阿宾登的圣埃德蒙。:169                                     |
| 1241年2月1日当选[C]   | 1270年7月14日                      | 萨伏依的博尼费斯                                                                                       | 从法兰西贝莱改任。                                                                       |
| 1270年9月9日当选      | 1272年夏                           | 威廉·赤灵顿（William Chillenden、Adam of Chillenden）                                                  | 坎特伯雷基督教堂修道院副院长；当选，但被教宗额我略十世驳回。                             |
| 1273年2月26日         | 1278年6月5日辞职                   | 枢机罗伯特·基尔沃比（Robert Kilwardby）                                                                | 于1278年被封为樞機；辞职。                                                               |
| 假定在1278年6/7月     | 1279年1月                          | 罗伯特·伯内尔（Robert Burnell、Robert Burnel）                                                         | 巴斯及威尔士主教；当选，但被教宗尼各老三世驳回。                                         |
| 1279年2月19日         | 1292年12月8日                      | 约翰·佩卡姆（John Peckham、John Pecham）                                                               | 方济各会英吉利地方管事。                                                                 |
| 1294年9月12日         | 1313年5月11日                      | 罗伯特·温切尔西（Robert Winchelsey、Robert Winchelsea）                                                | 任职以前为埃塞克斯副主教；牛津大学校长。                                                 |
| 1313年5月28日当选     | 1313年10月1日                      | 托马斯·科巴姆（Thomas Cobham）                                                                         | 当选，被拒绝任职。                                                                       |
| 1313年10月1日改任     | 1327年11月16日                     | 沃尔特·雷诺兹（Walter Reynolds）                                                                       | 从伍斯特改任；大法官；:86财政大臣。:104                                                  |
| 1328年6月5日          | 1333年10月12日                     | 西蒙·梅珀姆（Simon Mepeham、Simon Meopham）                                                            | 奇切斯特大教堂荣誉受禄牧师；被革出教门。                                                 |
| 假定在1333年11月3日   | 1348年8月23日（John de Stratford） | 约翰·德·斯特拉特福德                                                                                   | 从伍斯特改任；大法官。:86                                                                |
| 1348年9月24日被任命   | 1349年5月20日                      | 约翰·德·厄福德（John de Ufford）                                                                       | 林肯主教；大法官；:86献祭前卒于黑死病。:233                                              |
| 1349年7月19日         | 1349年8月26日                      | 托馬斯·布拉德華（Thomas Bradwardine）                                                                  | 卒于黑死病。                                                                             |
| 1349年12月20日        | 1366年4月26日                      | 西蒙·伊斯利普（Simon Islip）                                                                           | 圣保罗荣誉受禄牧师；被国王任命为王玺保管官。:94                                          |
| 1366年                | 1366年                             | 威廉·埃丁顿（William Edington、William Edendon）                                                       | 温彻斯特主教；:277当选，但拒绝任职。                                                     |
| 1366年7月24日改任     | 1368年11月28日辞职                 | 枢机西蒙·兰厄姆（Simon Langham）                                                                       | 从改任；于1368年被封为枢机；辞职。他于1374年第二次当选，但教宗额我略十一世拒绝批准任命。 |
| 1368年10月11日改任    | 1374年6月                          | 威廉·惠特尔西（William Whittlesey、William Wittlesey）                                                 | 从伍斯特改任。                                                                           |
| 1375年5月4日改任      | 1381年6月14日                      | 西蒙·萨德伯里（Simon Sudbury、Simon de Sudbury、Simon Tibold、Simon Theobold）                         | 从伦敦改任；大法官；:86瓦特·泰勒农民起义期间被斩首。                                     |
| 1381年7月31日改任     | 1396年7月31日                      | 威廉·考特尼（William Courtenay）                                                                       | 从伦敦改任；:233大法官。                                                                 |
| 1396年9月25日改任     | 1397年被免职                       | 托马斯·阿伦德尔（Thomas Arundel、Thomas Fitz-Alan）                                                    | 从约克转任；大法官；被英王理查二世指控叛国罪，逃跑了，但后来恢复了以前的职务。           |
| 1397年11月8日被任命   | 1399年10月19日革职                 | 罗杰·沃尔登（Roger Walden）                                                                            | 被革职。                                                                                 |
| 1399年10月19日复职    | 1414年2月19日                      | 托马斯·阿伦德尔（Thomas Arundel、Thomas Fitz-Alan），再任                                              | 职务被英王亨利四世。                                                                     |
| 1414年3月12日改任     | 1443年4月12日                      | 亨利·奇切利（Henry Chichele、Henry Chicheley、Henry Checheley）                                        | 从圣大卫转任。                                                                           |
| 1443年5月13日改任     | 1452年5月25日                      | 约翰·斯塔福（John Stafford）                                                                           | 从巴斯及威尔士转任；大法官；财政大臣。:106                                               |
| 1452年7月21日改任     | 1454年3月22日                      | 枢机约翰·肯普（John Kemp）                                                                             | 于1439年被封为枢机；从约克改任；大法官。                                                 |
| 1454年4月23日改任     | 1486年3月30日                      | 枢机托马斯·鲍彻（Thomas Bourchier）                                                                    | 从伊利改任；大法官；于1467年被封为枢机。                                                 |
| 1486年10月6日改任     | 1500年9月15日                      | 枢机约翰·莫顿（John Morton）                                                                           | 从伊利改任；大法官；:88于1493年被封为枢机。                                              |
| 1501年1月22日         | 1501年1月27日                      | 托马斯·兰顿（Thomas Langton）                                                                          | 温彻斯特主教；卒于当选5天后。                                                            |
| 1501年4月26日改任     | 1503年2月15/17日                   | 亨利·迪恩（Henry Deane、Henry Dean、Henry Dene）                                                       | 从索尔兹伯里转任。                                                                       |
| 1503年11月29日改任    | 1532年8月22日                      | 威廉·沃勒姆（William Warham）                                                                          | 从伦敦改任；于1515年以前为大法官。:88                                                    |
| 1533年3月30日         | 1555年11月13日革职                 | 托馬斯·克蘭麥（Thomas Cranmer）                                                                        | 陶顿副主教；1553年被罗马定為异端並絕罰；于1556年3月21日被处火刑而死。                    |
| 1556年3月22日         | 1558年11月18/19日                  | 枢机雷金纳德·波尔（Reginald Pole）                                                                     | 埃克塞特教长；于1536年被封为枢机。 最後一任羅馬天主教總主教。                            |
| 出处： :87, 233–234   |                                    | |                                                                                          |

### 伊丽莎白一世登基之后
| 1559年12月17日        | 1575年5月17日      | 马修·帕克（Matthew Parker）                 | 林肯座堂主任牧師。                                                                  |                       |                       |                       |                       |
| 1575年12月29日改任    | 1583年7月6日       | 埃德蒙·格林德尔（Edmund Grindal）           | 从约克改任。                                                                        |                       |                       |                       |                       |
| 1583年8月14日被任命   | 1604年2月29日      | 约翰·惠特吉夫特（John Whitgift）            | 从温彻斯特改任。                                                                    |                       |                       |                       |                       |
| 1604年10月9日被任命   | 1610年11月2日      | 理查德·斑克里夫特（Richard Bancroft）       | 从伦敦改任。                                                                        |                       |                       |                       |                       |
| 1611年3月4日被任命    | 1633年8月4日       | 乔治·阿博特（George Abbot）                 | 从伦敦改任。                                                                        |                       |                       |                       |                       |
| 1633年8月6日被任命    | 1645年1月10日      | 威廉·劳德（William Laud）                   | 从伦敦改任；被政府处决；受到了英格兰国教会和美国圣公会的纪念。                      |                       |                       |                       |                       |
| 1645年1月10日         | 1660年9月2日       | 教职空缺                                    | 教职空缺                                                                            |                       |                       |                       |                       |
| 1660年9月2日被任命    | 1663年6月4日       | 威廉·贾克森（William Juxon）                | 从伦敦改任。                                                                        |                       |                       |                       |                       |
| 1663年6月16日被任命   | 1677年11月9日      | 吉尔伯特·谢尔登（Gilbert Sheldon）          | 从伦敦改任。                                                                        |                       |                       |                       |                       |
| 1678年1月27日         | 1690年2月1日革职   | 威廉·桑克罗夫特（William Sancroft）         | 圣保罗座堂主任牧師；因不对威廉和玛丽进行宣誓而被革职。卒于1693年11月24日。          |                       |                       |                       |                       |
| 1691年5月31日         | 1694年9月22日      | 约翰·蒂洛森（John Tillotson）               | 圣保罗座堂主任牧師。                                                                |                       |                       |                       |                       |
| 1694年12月6日被任命   | 1715年12月14日     | 托马斯·特尼森（Thomas Tenison）             | 从林肯改任。                                                                        |                       |                       |                       |                       |
| 1715年12月17日被任命  | 1737年1月24日      | 威廉·韦克（William Wake）                   | 从林肯改任。                                                                        |                       |                       |                       |                       |
| 1737年2月9日被任命    | 1747年10月10日     | 约翰·波特（John Potter）                    | 从牛津改任。                                                                        |                       |                       |                       |                       |
| 1747年10月21日被任命  | 1757年3月13日      | 托马斯·赫林（Thomas Herring）               | 从约克改任。                                                                        |                       |                       |                       |                       |
| 1757年3月29日被任命   | 1758年3月19日      | 马修·哈顿（Matthew Hutton）                 | 从约克改任。                                                                        |                       |                       |                       |                       |
| 1758年3月8日被任命    | 1768年8月3日       | 托马斯·塞克（Thomas Secker）                | 从牛津改任。                                                                        |                       |                       |                       |                       |
| 1768年8月12日被任命   | 1783年3月19日      | 弗雷德里克·康沃利斯（Frederick Cornwallis） | 从利奇菲尔德和考文垂改任。                                                          |                       |                       |                       |                       |
| 1783年3月31日被任命   | 1805年1月18日      | 约翰·穆尔（John Moore）                     | 从班戈改任。                                                                        |                       |                       |                       |                       |
| 1805年2月1日被任命    | 1828年7月21日      | 查尔斯·曼勒-萨顿（Charles Manners-Sutton）  | 从诺威奇改任。                                                                      |                       |                       |                       |                       |
| 1828年8月6日被任命    | 1848年2月11日      | 威廉·豪利（William Howley）                 | 从伦敦改任。                                                                        |                       |                       |                       |                       |
| 1848年2月17日被任命   | 1862年9月6日       | 约翰·萨姆纳（John Sumner）                  | 从切斯特改任。                                                                      |                       |                       |                       |                       |
| 1862年10月20日被任命  | 1868年10月28日     | 查尔斯·朗利（Charles Longley）              | 从约克改任。                                                                        |                       |                       |                       |                       |
| 1868年11月28日被任命  | 1882年12月1日      | 阿基保尔·泰特（Archibald Tait）             | 从伦敦改任。                                                                        |                       |                       |                       |                       |
| 1883年1月13日被任命   | 1896年10月11日     | 爱德华·班森（Edward Benson）                | 从特鲁罗改任。                                                                      |                       |                       |                       |                       |
| 1896年11月9日被任命   | 1902年12月22日     | 弗雷德里克·坦普尔（Frederick Temple）       | 从伦敦改任。                                                                        |                       |                       |                       |                       |
| 1903年1月14日被任命   | 1928年11月12日辞职 | 兰德尔·戴维森（Randall Davidson）           | 从温彻斯特改任；榮休：卒于1930年5月25日。                                           |                       |                       |                       |                       |
| 1928年11月13日被任命  | 1942年3月31日辞职  | 科兹莫·戈登·兰（Cosmo Gordon Lang）         | 从约克改任；榮休；卒于1945年12月5日。                                               |                       |                       |                       |                       |
| 1942年4月1日被任命    | 1944年10月26日     | 威廉·坦普尔（William Temple）               | 从约克改任。卒于任内。                                                              |                       |                       |                       |                       |
| 1945年1月12日被任命   | 1961年5月31日辞职  | 杰弗里·费歇尔（Geoffrey Fisher）            | 从伦敦改任；榮休；卒于1972年。                                                      |                       |                       |                       |                       |
| 1961年6月1日被任命    | 1974年11月15日辞职 | 迈克尔·拉姆齐（Michael Ramsey）             | 从约克改任；榮休；卒于1988年4月23日。                                               |                       |                       |                       |                       |
| 1974年11月18日被任命  | 1980年1月25日辞职  | 唐纳德·科根（Donald Coggan）                | 从约克改任；榮休；卒于2000年5月17日。                                               |                       |                       |                       |                       |
| 1980年2月1日被任命    | 1991年1月31日辞职  | 罗伯特·朗西（Robert Runcie）                | 从圣奥尔本斯改任；榮休；卒于2000年7月11日。                                         |                       |                       |                       |                       |
| 1991年4月19日上任     | 2002年10月31日辞职 | 乔治·凯里（George Carey）                   | 从巴斯及威尔士改任；榮休。                                                          |                       |                       |                       |                       |
| 2002年12月2日当选上任 | 2012年12月31日辞职 | 罗云·威廉斯（Rowan Williams）               | 从蒙默思改任；他也是威尔士大主教。他的辞职书在2012年3月16日发布，并于2012年底生效。 |                       |                       |                       |                       |
| 2013年2月4日当选上任  | 2025年1月6日辭職   | 贾斯汀·韦尔比（Justin Welby）               | 从达勒姆改任；他的任期开始于2013年3月。                                             |                       |                       |                       |                       |
| 2025年1月6日          |                    | 教职空缺                                    | 教职空缺                                                                            | 出处：: 2025年1月6日– | 出处：: 2025年1月6日– | 出处：: 2025年1月6日– | 出处：: 2025年1月6日– |

### 主要书目
- Delaney, John P.  Second Edition. Garden City, N.Y: Doubleday. 1980. ISBN 0-385-13594-7.
- Fryde, E. B.; Greenway, D. E.; Porter, S.; Roy, I.  Third Edition, revised. Cambridge: Cambridge University Press. 1996. ISBN 0-521-56350-X.
- Greenway, Diana E. . Institute of Historical Research. 1971  [2008年11月4日]. （原始内容存档于2011-08-09）.
- Horn, Joyce M. . Institute of Historical Research. 1974  [2011年9月21日]. （原始内容存档于2011-08-17）.
- Jones, B. . Institute of Historical Research. 1963  [2008年11月4日]. （原始内容存档于2011-09-15）.
- Walsh, Michael J. . London: Burns & Oates. 2007. ISBN 0-86012-438-X.

### 引证
1. ↑  "Roles and priorities" （页面存档备份，存于）, the Archbishop of Canterbury's official website
2. ↑  The Archbishops' Council of the Church of England. . Church of England. 2004  [2008年11月4日]. （原始内容存档于2010年2月21日）.
3. 1 2 3 4 5  Horn Fasti Ecclesiae Anglicanae 1541–1857: volume 3: Canterbury, Rochester and Winchester dioceses: Archbishops of Canterbury （页面存档备份，存于）
4. 1 2 3  Jones Fasti Ecclesiae Anglicanae 1300–1541: volume 4: Monastic cathedrals (southern province): Archbishops of Canterbury （页面存档备份，存于）
5. ↑  . Church of England.   [2008年11月4日]. （原始内容存档于2008年10月11日）.
6. ↑  Archbishop's Roles and Responsibilities （页面存档备份，存于）, Archbishop of Canterbury 2008年2月8日检索.
7. 1 2 3 4 5 6 7 8 9 10 11 12 13 14 15 16  Walsh, Michael J. . London: Burns & Oates. 2007. ISBN 0-86012-438-X.
8. 1 2 3 4 5 6 7 8 9 10 11 12 13 14 15 16 17 18 19 20 21 22  Fryde, E. B.; Greenway, D. E.; Porter, S.; Roy, I. . Cambridge: Cambridge University Press. 1996. ISBN 0-521-56350-X.
9. ↑  Bateson, Mary; revised by Marios Costambeys. . . Oxford University Press. 2004  [2008-11-04]. （原始内容存档于2021-10-24）. 需要订阅或英国公共图书馆会员资格
10. 1 2  Delaney, John P. . Garden City, N.Y: Doubleday. 1980. ISBN 0-385-13594-7.
11. ↑  Williams, Ann. . . Oxford University Press. 2004  [2008年11月4日]. （原始内容存档于2021年10月24日）. 需要订阅或英国公共图书馆会员资格
12. ↑  Costambeys, Mario. . . Oxford University Press. 2004  [2008年11月4日]. 需要订阅或英国公共图书馆会员资格
13. ↑  Hunt, William; revised by Marios Costambeys. . . Oxford University Press. 2004  [2008年11月4日]. （原始内容存档于2012年5月25日）. 需要订阅或英国公共图书馆会员资格
14. ↑  Brooks, N. . . Oxford University Press. 2004  [2008年11月4日]. 需要订阅或英国公共图书馆会员资格
15. ↑  Mason, Emma. . . Oxford University Press. 2004  [2008年11月4日]. （原始内容存档于2016年3月3日）. 需要订阅或英国公共图书馆会员资格
16. ↑  Cowdrey, H. E. J. . . Oxford University Press. 2004  [2008年11月4日]. （原始内容存档于2015年4月2日）. 需要订阅或英国公共图书馆会员资格
17. ↑  Holdsworth, Christopher. . . Oxford University Press. 2004  [2011年9月21日]. （原始内容存档于2015年9月24日）. 需要订阅或英国公共图书馆会员资格
18. ↑  Tugwell, Simon. . . Oxford University Press. 2004  [2011年9月21日]. （原始内容存档于2015年9月24日）. 需要订阅或英国公共图书馆会员资格
19. 1 2  Haines, Roy Martin. . . Oxford University Press. January 2008  [2011年9月21日]. （原始内容存档于2021年10月24日）. 需要订阅或英国公共图书馆会员资格
20. 1 2  Haines, Roy Martin. . . Oxford University Press. 2004  [2011年9月21日]. （原始内容存档于2021年10月24日）. 需要订阅或英国公共图书馆会员资格
21. ↑  Swanson, R. N. . . Oxford University Press. 2004  [2011年9月21日]. （原始内容存档于2021年10月24日）. 需要订阅或英国公共图书馆会员资格
22. 1 2  Simon Langham （页面存档备份，存于）. The Cardinals of the Holy Roman Church. 2008年11月22日检索.
23. ↑  Simon Langham （页面存档备份，存于）. Catholic Encyclopedia. 2008年11月23日检索.
24. ↑  Walker, Simon. . . Oxford University Press. January 2008  [2011年9月21日]. （原始内容存档于2021年10月24日）. 需要订阅或英国公共图书馆会员资格
25. 1 2  Hughes, Jonathan. . . Oxford University Press. May 2007  [2011年9月21日]. （原始内容存档于2015年9月24日）. 需要订阅或英国公共图书馆会员资格
26. ↑  Davies, R. G. .  revised May 2011. Oxford University Press. 2004  [2011年9月21日]. （原始内容存档于2021年10月24日）. 需要订阅或英国公共图书馆会员资格
27. ↑  Clark, Linda. . . Oxford University Press. 2004  [2011年9月21日]. （原始内容存档于2015年12月1日）. 需要订阅或英国公共图书馆会员资格
28. ↑  Harper-Bill, Christopher. . . Oxford University Press. 2004  [2011年9月21日]. 需要订阅或英国公共图书馆会员资格
29. 1 2 3  MacCulloch, Diarmaid. . . Oxford University Press. January 2008  [2011年9月21日]. 需要订阅或英国公共图书馆会员资格
30. ↑  Mayer, T. F. . . Oxford University Press. January 2008  [2011年9月21日]. （原始内容存档于2020年6月10日）. 需要订阅或英国公共图书馆会员资格
31. ↑  Mayer, T. F. .  revised January 2008. Oxford University Press. 2004  [2011年9月21日]. （原始内容存档于2020年6月10日）. 需要订阅或英国公共图书馆会员资格
32. ↑  Greenway Fasti Ecclesiae Anglicanae: Archbishops of Canterbury （页面存档备份，存于）
33. ↑  Crankshaw, David J. and Alexandra Gillespie. . . Oxford University Press. January 2008  [2011年9月21日]. （原始内容存档于2012年5月25日）. 需要订阅或英国公共图书馆会员资格
34. ↑  Holy Days （页面存档备份，存于） Common Worship Calendar of the Church of England. 2008年11月5日检索.
35. ↑  Calendar of the Church Year （页面存档备份，存于）. The Episcopal Church. 2008年11月22日检索.
36. ↑  William Laud, Arcbishop and Martyr （页面存档备份，存于）. The Episcopal Church. 2008年11月22日检索.
37. ↑  Webster, Alan. . . Oxford University Press. 2004  [2011年9月21日]. （原始内容存档于2021年10月24日）. 需要订阅或英国公共图书馆会员资格
38. ↑  . Office of the Archbishop of Canterbury.   [2008年11月4日]. （原始内容存档于2009年4月27日）.
39. ↑  . Office of the Archbishop of Canterbury.   [2008年11月4日]. （原始内容存档于2008年8月1日）.
40. ↑  . Office of the Archbishop of Canterbury.   [2008年11月4日]. （原始内容存档于2008年8月1日）.
41. ↑  . Office of the Archbishop of Canterbury.   [2008年11月4日]. （原始内容存档于2009年3月15日）.
42. ↑  . Office of the Archbishop of Canterbury.   [2008年11月4日]. （原始内容存档于2008年12月19日）.
43. ↑  "Archbishop to be Master of Magdalene", Archbishop of Canterbury website
44. ↑  .   [2014-07-24]. （原始内容存档于2014-06-11）.